# Cyclasterope
Cyclasterope is een geslacht van kreeftachtigen uit de klasse van de Ostracoda (mosselkreeftjes).

## Soorten
- Cyclasterope albomaculata (Baird, 1860)
- Cyclasterope arthuri (Stebbing, 1900) Kornicker, 1981
- Cyclasterope biminiensis (Kornicker, 1958) Darby, 1965
- Cyclasterope bisetosa Poulsen, 1965
- Cyclasterope hendersoni Brady, 1897
- Cyclasterope hilgendorfii (Mueller, 1890) Skogsberg, 1920
- Cyclasterope lichenoides (Brady, 1902) Hanai, Ikeya & Yajima, 1980